# Xã Mamre, Quận Kandiyohi, Minnesota
Xã Mamre (tiếng Anh: Mamre Township) là một xã thuộc quận Kandiyohi, tiểu bang Minnesota, Hoa Kỳ. Năm 2010, dân số của xã này là 385 người.